# Xã Noble, Quận Noble, Indiana
Xã Noble (tiếng Anh: Noble Township) là một xã thuộc quận Noble, tiểu bang Indiana, Hoa Kỳ. Năm 2010, dân số của xã này là 3.094 người.